# Baía de Weymouth

Weymouth Bay: Bowleaze Cove and Jordon Hill, uma obra de John Constable (1816–17).

A baía de Weymouth é uma baía resguardada na costa sul de Inglaterra, no condado de Dorset. Chesil Beach e a ilha de Pórtland protegem-na da erosão. Inclui várias praias, entre as que se destaca Weymouth Beach, um arco suavemente curvado de areias douradas que se estende desde o destino turístico de Weymouth, ao longo do subúrbio de Greehill e os povos de Lodmoor e Preston, até Bowleaze Cove. É um lugar popular para a prática de esportes aquáticos, tais como windsurf, mergulho, jet ski, surf e natação. Sua beleza valeu-lhe o apodo de England’s Bay of Naples (“Bahia Inglesa de Nápoles").
Suas águas são excelentes para a navegação, as melhores de Europa setentrional, razão pela qual se construiu ali a Academia Nacional de Navegação de Weymouth e Pórtland, que estará a cargo dos eventos apropriados a sua disciplina nos Jogos Olímpicos de Londres 2012.
A baía de Weymouth encontra-se aproximadamente no médio da Costa Jurásica, declarada Patrimônio da Humanidade pela Unesco, que consiste em 153 km de costa importante por sua geologia e acidentes geográficos.